# Военнопленные и интернированные Второй мировой войны в Новосибирске

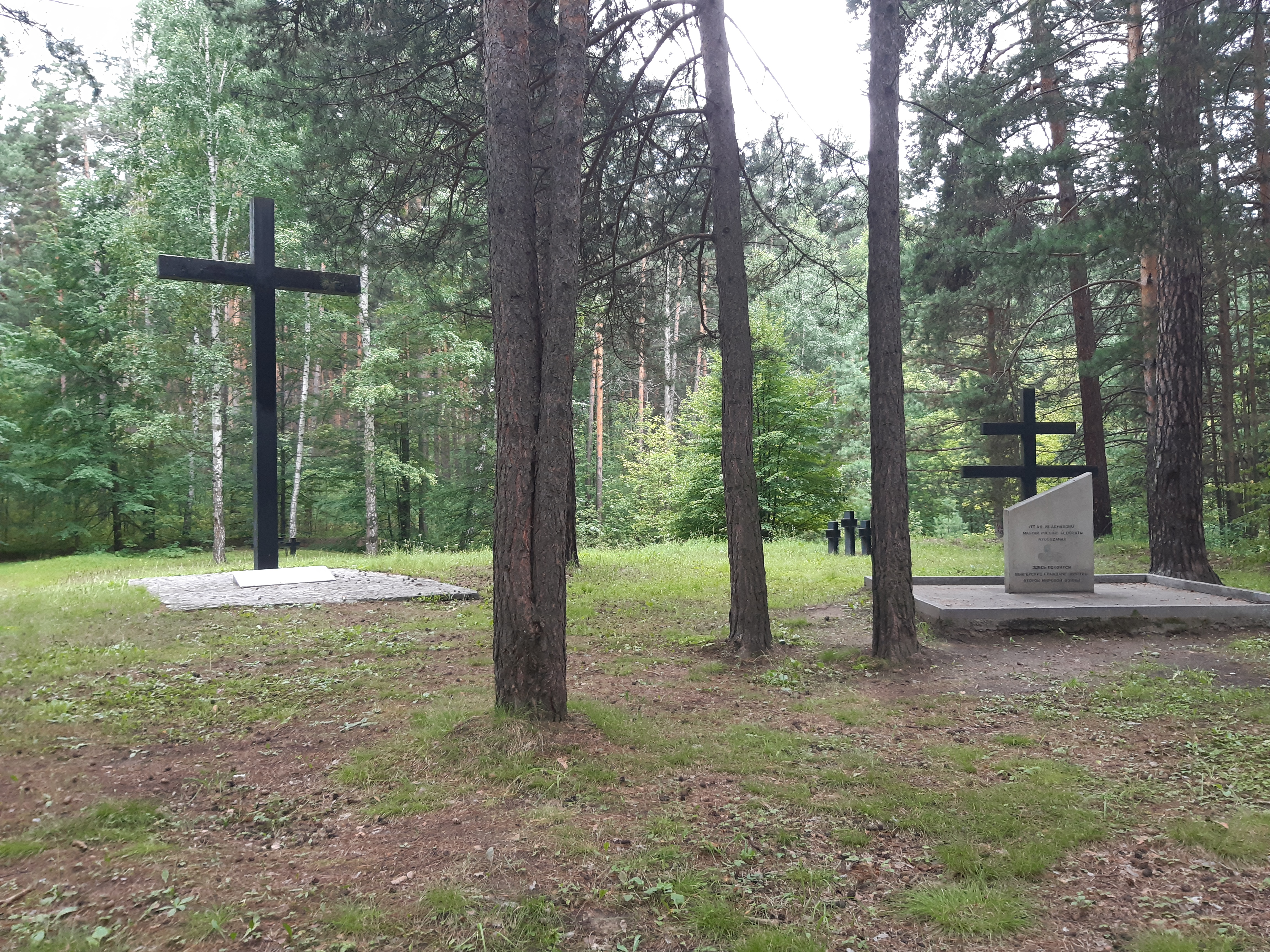
Кладбище военнопленных из лагеря № 199 в Первомайском районе Новосибирска.

Первые эшелоны военнопленных из состава армии нацистской Германии и союзных с ней воинских формирований прибыли в Новосибирск 19 сентября 1944 года и находились в основном в отделениях лагеря № 199, действовавшего в 1944—1948 годах. За всё время пребывания на территории города умерло 2923 человека 17 национальностей. Кроме заключённых-военнослужащих в период Великой Отечественной войны и в последующие годы в Новосибирск были также интернированы гражданские лица.

## История
21 июля 1944 года вышел приказ № 199 Наркомата внутренних дел «Об организации лагеря в районе Новосибирска», принятый 27 июля этого года бюро областного комитета ВКП(б). В нём определялись места для лагерных отделений, обустройство которых предполагалось завершить в сжатые сроки. Предусматривалось устройство жилых помещений, пищеблоков, прачечных, бань, дезокамер, лечебных пунктов.
По расчётам число военнопленных должно было составить 15 000 человек. Лагерным руководителем назначили подполковника госбезопасности А. Я. Пасынкова, ранее возглавлявшего оперативный отдел управления НКВД по Новосибирской области. Предусматривалась организация пяти лагерных отделений, из них самыми крупными были созданы при комбинате № 179 и заводе № 65 наркомата боеприпасов.
19 сентября 1944 года в город прибыл первый эшелон военнопленных, состоявший из военнослужащих немецкой и союзных Германии армий, 30 сентября прибыл второй эшелон с 2302 военнопленными. Администрация лагеря старалась в кратчайшие сроки задействовать трудовой контингент. Предписанный инструкцией НКВД трёхнедельный карантин был сокращён до 10 дней.
В конце октября 1944 года в лагере находилось 4286 человек, 2940 из которых были отданы комбинату № 179, 680 — строившемуся хлопчатобумажному комбинату, 495 — возводившемуся Тяжстанкогидропрессу, 51 — тресту «Сибстанкострой», 120 — железнодорожному стройуправлению. С новыми поступлениями военнопленных создавались лагерные отделения на предприятиях Труд, Электроагрегат, имени 16 партсъезда, Электросигнал, Большевик, имени Воскова.
В марте 1946 года лагерные зоны насчитывали 6600 военнопленных, из них 4904 человек были военнослужащими германской армии, 1396 — венгерской, 28 — румынской, 28 — итальянской. Большую часть составляли «низовые слои» вражеских соединений: ефрейторы, унтер-офицеры, капралы.

### Интернированные граждане
Кроме заключённых бывшей германской армии в Новосибирск этапировали также и гражданских лиц. В марте 1946 года в лагерных зонах находилось 328 интернированных.
Возле Бугринского села появился лагерь, состоявший из 12 землянок (в каждой по 96 нар), позднее для его обитателей были построены двухэтажные бараки.

### Труд заключённых
Многие из прибывших иностранцев владели различными профессиями и ценились руководителями предприятий за «высокую квалификацию и способность к труду».
Первые группы отправлялись на производство тары комбината № 179. Одни работали на сборке снарядных ящиков, другие — на деревообрабатывающих станках и циркулярных пилах. Позднее заключённых стали шире привлекать к труду как квалифицированных станочников, в том числе на поставлявшееся в большом количестве немецкое оборудование, которое они помогали освоить русским рабочим. Тем не менее подавляющую часть лагерного контингента отправляли на производство стройматериалов, бригады иностранцев возвели ряд крупных объектов: литейный цех Тяжстанкогидропресса, кузнечный цех завода имени 16 партсъезда, сталелитейный цех стрелочного завода, двухэтажный корпус для выпуска стальных конструкций треста Стальконструкция и т. д.
Военнопленные произвели 230 000 штук шлакоблоков, 39 млн штук кирпича, добыли 160 000 м³ бутового камня и щебня, заготовили и обработали 140 000 м³ древесины.
Силами иностранцев было организовано и благоустройство города: заасфальтированно 22 000 м² улиц и площадей, построены шоссейные дороги возле Оловозавода и Тяжстанкогидропресса, проложенно 5000 метров водопроводных труб.

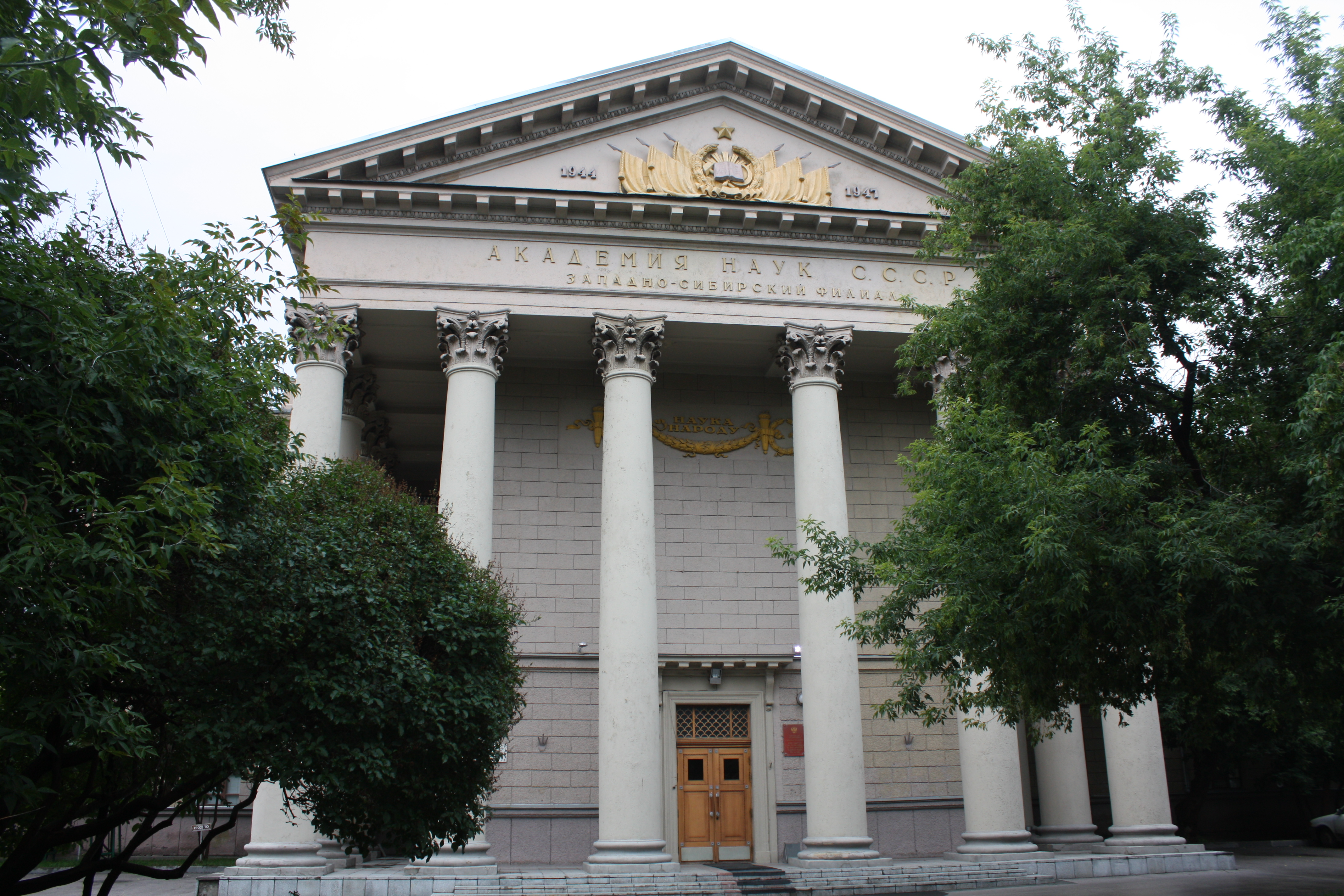
Здание Президиума Западно-Сибирского филиала АН СССР, в строительстве которого принимали участие военнопленные.

Иностранные рабочие занимались возведением жилья в разных районах города общей площадью в 40 675 м², в частности, они построили жилой комплекс в Дзержинском районе и посёлок Оловозовода в районе Бугринской рощи, участвовали в постройке и реконструкции нескольких общественно-культурных зданий (например, здание Западно-Сибирского филиала АН СССР).
Военнопленные были задействованы в том числе и в сельском хозяйстве: работали в Коченёвском районе, где было создано многоотраслевое подсобное хозяйство, на бердском и новосибирском элеваторах.
За весь период существования лагерь оставался рентабельным и перечислил государству 17,7 млн рублей.

### Состояние отделений лагеря № 199
Новосибирский лагерь оказался не готов к массовому прибытию военнопленных. В предназначенных для них продовольственных фондах не доставало полного объёма продуктов, некоторые из них, несмотря на заблаговременные распоряжения Главного управления по делам военнопленных и интернированных (ГУПВИ) НКВД СССР и местных советских органов, так и не прибыли. Медленно проходила организация санитарно-бытовых помещений и жилья. Предприятия регулярно нарушали договорённости по доставке строительных материалов и выдаче транспортных средств для завоза топлива и продовольствия.
К ноябрю 1944 года более обустроенным стало первое лагерное отделение, организованное при тарном заводе комбината № 179 на месте бывшей колонии для советских заключенных, в нём было два каркасно-засыпных барака, а также три землянки площадью в 3109 м² (1,6 м² на человека). Продолжалась постройка семи землянок для новых заключённых, завершалось обустройство лазарета, столовой и кухни.
Второе отделение было устроено при заводе «Тяжстанкогидропресс», здесь находилась 21 землянка, данные помещения считались подготовленными для зимнего времени, но нуждались в утеплении тамбуров, печной перекладки, сооружении вторых зимних переплётов и остеклении.
Аналогичные проблемы были и в лагерной зоне при сооружении хлопчато-бумажного комбината, где было 32 многоместных землянки, в которых отсутствовали сушилки с умывальниками, а половина печей нуждалась в починке, вдобавок к зиме так и не были построены баня, прачечная, овощехранилище и лазарет.
Другие зоны лагеря пребывали в таком же состоянии. В итоге к прибытию новых эшелонов с военнопленными общим числом в 10 000 человек Новосибирск оказался не подготовлен.

### Заболевания и смертность
В 1944—1945 годах среди прибывших в Новосибирск военнопленных наблюдалась высокая смертность, чему способствовал ряд обстоятельств: служащие нацистских формирований по большей части попадали в плен из мест, окружённых Красной Армией, и уже в тот период были в ослабленном состоянии; приспособленные для этапирования товарные вагоны в сущности не были предназначены для транспортировки людей. Сложное положение во время переезда усугублялось крайне скудным питательным рационом: сухой паёк расходовался за несколько дней, горячая еда на станциях была редкостью, а воду для питья приходилось ожидать часами.
Медицинское обследование выявило крайнюю истощённость военнопленных, прибывших в город первыми эшелонами. В определённой мере состояние заключённых улучшилось благодаря «оздоровительному карантину», введённому для увеличения потенциальных работников, но даже после этого 429 человек поступили в оздоровительные команды, 357 — в лазареты и 323 человека признаны дистрофиками.
В числе причин высокой смертности заключённых были простудные заболевания (воспаление лёгких и т. д.), дизентерия, дистрофия и др. Несмотря на то, что для военнопленных был создан хорошо оснащённый госпиталь № 2494 (200 мест) и на каждое отделение приходилось по одному собственному лазарету, всё равно сказывался недостаток медицинской помощи.
В марте 1945 года для нормального функционирования медицинской помощи лагерю дополнительно нужны были 36 врачей, 25 фельдшеров и 44 медицинских сестры, но здравотделы области и города отказывались предоставить даже нескольких медработников, указывая на огромный кадровый «недокомплект» в новосибирских медучреждениях.
Пик смертности пришёлся на период с ноября 1944 по май 1945 года, когда умерло 2 127 человек (73 % всех летальных исходов в лагере за весь период его существования).
В зиму 1945—1946 годов число жертв существенно снизилось, чему способствовало улучшение материально-бытовых условий. Лагерная администрация сумела наладить регулярную доставку продуктов из областных районов, соорудить овощехранилища, организовать подсобное хозяйство и создать запасы топлива. Кроме того, повысилось качество врачебной помощи. Смертность среди заключённых заметно снизилась, хотя ежемесячно (за исключением ноября 1947 и сентября 1948 года) определённое количество смертей всё же регистрировалось.

#### Национальный состав умерших
За всё время действия лагеря № 199 умерло 2900 человек 16 национальностей: немцы (1926), эстонцы (610), латыши (124), венгры (102), поляки (20), русские (16), французы (10), чехи (9), голландцы (5), белорусы (4), румыны (2), литовцы, словаки, датчане и югославы — по одному человеку.
Помимо военнопленных из Европы в Новосибирске также скончались 23 японских солдата Квантунской армии, которые не были причислены к лагерю № 199. Их привезли в городской спецгоспиталь из других лагерей Сибири в крайне ослабленном состоянии, но сохранить их жизни не удалось.

#### Возрастной состав умерших
Среди умерших военнопленных 185 человек (6,3 %) не переступили двадцатилетний рубеж, а некоторые из них не достигли даже подросткового порога (ефрейтор Альберт Фляйшер, солдаты Хельмут Блуст и Ханс Вархан); 850 (29,3 %) человек скончались в возрасте от 21 до 30 лет; 1458 (50,3 %) — от 31 до 40; 399 (13,8 %) — от 41 до 50; 8 (0,3 %) — более 50 лет.

### Захоронения
Для умерших было устроено три специальных кладбища в Первомайском, Кировском (сейчас — Ленинский) и Заельцовском районах города. Самое крупное из них (1,5 га) образовано 10 ноября 1944 года решением № 89 Новосибирского горисполкома близ границы Новосибирска в районе Верх-Тулинского шоссе. Впрочем, ещё до официального оформления в этом месте были похоронены уже десятки заключённых. Другой некрополь лагерных рабочих появился в сосновом бору Первомайского района в 1,5 км от Инской станции. Ещё одно место массового захоронения — 16-й квартал Заельцовского кладбища. Существует также захоронение военнопленных около посёлка Мирный Коченёвского района.
Из приказа по лагерю от 5 декабря 1944 года следует, что погребения умерших в лагерных отделениях устраивались в братских могилах, на это налагался запрет, однако массовые захоронения велись до середины 1945 года, и лишь после наступления тепла и снижения смертности погибших начали хоронить в индивидуальных могилах с опознавательными знаками.
За кладбищами не проводилось надлежащего ухода даже во время существования лагеря: отсутствовали ограждения, разрушались могильные холмики, а на участках зимних захоронений формировались провалы. В 1946 году Кировский райпищекомбинат вспахал всю свободную территорию кладбища в Кировском районе под выращивание проса. И хотя засев не проходил по могилам, сущещественная их часть была повреждена тракторами, к тому же исчезли опозновательные столбики.
Место погребения военнопленных на Заельцовском кладбище после закрытия лагеря стало использоваться для умерших жителей Новосибирска. В 1960—1980-х здесь тоже появилялись новые захоронения.
Лагерное кладбище в Первомайском районе сохранилось нетронутым, однако заросло кустарником и деревьями. Правда оставались провалы братских захоронений и едва приметные холмики одиночных могил. Различались остатки вала и рва, указывавшие на границы погоста.
Уцелел некрополь военнопленных возле посёлка Мирный, в который во время войны ссылались немцы Украины и Поволжья. Вокруг этого захоронения появилось сельское кладбище. На большинстве памятников размещены таблички с указанием немецких имён.
23 солдата Квантунской армии также были похоронены в Новосибирске.

#### Благоустройство кладбищ
С 1990-х годов в городе ведётся уход за погребениями военнопленных. Первым было благоустроен некрополь в Первомайском районе, работы проходили при участии Немецкого народного союза по уходу за могилами военных (Volksbund Deutsche Kriegsgraberfursorge e.V.). Здесь установили высотный крест, памятную плиту с надписью на русском и немецком языках, оборудовали вход и подходную дорожку, а по периметру высадили липы. На церемонии открытия в День национального траура 19 ноября 1995 года присутствовали работники Генерального консульства ФРГ, представители католической церкви и администрации Новосибирска, журналисты и жители района.
Аналогичные восстановительные работы прошли на кладбище возле посёлка Мирный и на участке захоронений в Ленинском районе Новосибирска. В 16-м квартале на Заельцовском кладбище установлен памятный знак.